# Mooncrest Records
Mooncrest Records je britská nahrávací značka, která byla založena roku 1973 jako podznačka Charisma Records.
U společnosti vydali alba Shirley Collins (No Roses) (1971), Iain Matthews (Journeys from Gospel Oak) (1972), Nazareth (1973-75), Shakin' Stevens (Jungle Rock) (1976) a Alan Hull (Back to Basics) (1994). V současnosti u ní vydávají Fairport Convention a Michael Chapman. Alba obsahují slovo "Crest" a singly slovo "Moon" ve svých číselných označeních.